# Fecaloma
Un fecaloma o fecàlit és una síndrome que consisteix en l'acumulació d'excrements dins l'anus (que reben el nom de  copròlits , o pedres d'excrements) que taponen el flux normal del tracte intestinal. De vegades estan enganxats a les parets de l'intestí i pot ser causat per situacions que alenteixen el trànsit intestinal: en ancians, restrenyiment per deshidratació, malaltia de Chagas, (per destrucció del sistema nerviós autònom, malaltia parasitària pròpia d'Amèrica del Sud), malaltia de Hirschsprung, etc.
Aquest tipus d'afecció pot ser severa i fins i tot letal, com seria la ruptura de les parets del còlon, per les agudeses dels fecalomes (perforació estercoral), seguida d'una septicèmia. També un fecàlit pot causar una apendicitis aguda.